# لورينت دوفرينتس
لورينت دوفرينتس (بالفرنسية: Laurent Dufresne)‏ (2 مارس 1972 بكاليه في فرنسا - ) هو لاعب كرة قدم فرنسي في مركز الهجوم. لعب مع نادي شاتورو ونادي فالينسيان ونادي نانسي.

## وصلات خارجية
- لورينت دوفرينتس على موقع قاعدة بيانات كرة القدم.إي يو (الإنجليزية)
- لورينت دوفرينتس على موقع ليكيب (الفرنسية)
- لورينت دوفرينتس على موقع عالم كرة القدم.نت (الإنجليزية)